# Interlands Argentijns voetbalelftal 2000-2009
Deze pagina toont een gedetailleerd overzicht van de interlands die het Argentijns voetbalelftal speelt en heeft gespeeld in de periode 2000 – 2009.

## Interlands

### 2000
|                                                                  |          |       |            |                                                                                |
| 23 februari Vriendschappelijk № 743 «onderlinge duels» 20:00 uur | Engeland | 0 – 0 | Argentinië | Wembley Stadium, Londen Toeschouwers: 74.008 Scheidsrechter: Markus Merk (GER) |
| 23 februari Vriendschappelijk № 743 «onderlinge duels» 20:00 uur |          |       |            | Wembley Stadium, Londen Toeschouwers: 74.008 Scheidsrechter: Markus Merk (GER) |

|                                                   |                                                                              |       |                   |                                                                                          |
| 29 maart WK-kwalificatie № 744 «onderlinge duels» | Argentinië                                                                   | 4 – 1 | Chili             | Estadio Monumental, Buenos Aires Toeschouwers: 46.264 Scheidsrechter: Byron Moreno (ECU) |
| 29 maart WK-kwalificatie № 744 «onderlinge duels» | Gabriel Batistuta 10' Juan Verón 33' Juan Verón 71' (pen.) Claudio López 88' |       | 29' Rodrigo Tello | Estadio Monumental, Buenos Aires Toeschouwers: 46.264 Scheidsrechter: Byron Moreno (ECU) |

|                                                   |           |                                                                      |            |                                                                                                |
| 26 april WK-kwalificatie № 745 «onderlinge duels» | Venezuela | 0 – 4                                                                | Argentinië | Estadio Pachencho Romero, Maracaibo Toeschouwers: 19.355 Scheidsrechter: Carlos Amarilla (PAR) |
| 26 april WK-kwalificatie № 745 «onderlinge duels» |           | 8' Roberto Ayala 23' Ariel Ortega 77' Ariel Ortega 89' Hernán Crespo |            | Estadio Pachencho Romero, Maracaibo Toeschouwers: 19.355 Scheidsrechter: Carlos Amarilla (PAR) |

|                                                 |                   |       |         |                                                                                            |
| 4 juni WK-kwalificatie № 746 «onderlinge duels» | Argentinië        | 1 – 0 | Bolivia | Estadio Monumental, Buenos Aires Toeschouwers: 50.669 Scheidsrechter: Marcio Rezende (BRA) |
| 4 juni WK-kwalificatie № 746 «onderlinge duels» | Gustavo López 82' |       |         | Estadio Monumental, Buenos Aires Toeschouwers: 50.669 Scheidsrechter: Marcio Rezende (BRA) |

|                                                  |                    |       |                                                               |                                                                                      |
| 29 juni WK-kwalificatie № 747 «onderlinge duels» | Colombia           | 1 – 3 | Argentinië                                                    | Estadio El Campín, Bogotá Toeschouwers: 43.246 Scheidsrechter: Jorge Larrionda (URU) |
| 29 juni WK-kwalificatie № 747 «onderlinge duels» | Frankie Oviedo 26' |       | 23' Gabriel Batistuta 44' Gabriel Batistuta 74' Hernán Crespo | Estadio El Campín, Bogotá Toeschouwers: 43.246 Scheidsrechter: Jorge Larrionda (URU) |

|                                                  |                                     |       |         |                                                                                          |
| 19 juli WK-kwalificatie № 748 «onderlinge duels» | Argentinië                          | 2 – 0 | Ecuador | Estadio Monumental, Buenos Aires Toeschouwers: 44.199 Scheidsrechter: Daniel Bello (URU) |
| 19 juli WK-kwalificatie № 748 «onderlinge duels» | Hernán Crespo 24' Claudio López 51' |       |         | Estadio Monumental, Buenos Aires Toeschouwers: 44.199 Scheidsrechter: Daniel Bello (URU) |

|                                                            |                                 |       |                      |                                                                                         |
| 26 juli WK-kwalificatie № 749 «onderlinge duels» 21:45 uur | Brazilië                        | 3 – 1 | Argentinië           | Estádio do Morumbi, São Paulo Toeschouwers: 80.000 Scheidsrechter: Gustavo Méndez (URU) |
| 26 juli WK-kwalificatie № 749 «onderlinge duels» 21:45 uur | Alex 5' Vampeta 45' Vampeta 50' |       | 45+1' Matias Almeyda | Estádio do Morumbi, São Paulo Toeschouwers: 80.000 Scheidsrechter: Gustavo Méndez (URU) |

|                                                      |                 |       |                   |                                                                                             |
| 16 augustus WK-kwalificatie № 750 «onderlinge duels» | Argentinië      | 1 – 1 | Paraguay          | Estadio Monumental, Buenos Aires Toeschouwers: 46.596 Scheidsrechter: Antonio Pereira (BRA) |
| 16 augustus WK-kwalificatie № 750 «onderlinge duels» | Pablo Aimar 66' |       | 60' Roberto Acuña | Estadio Monumental, Buenos Aires Toeschouwers: 46.596 Scheidsrechter: Antonio Pereira (BRA) |

|                                                                |                          |       |                                            |                                                                              |
| 3 september WK-kwalificatie № 751 «onderlinge duels» 17:00 uur | Peru                     | 1 – 2 | Argentinië                                 | Estadio Nacional, Lima Toeschouwers: 43.951 Scheidsrechter: Óscar Ruiz (COL) |
| 3 september WK-kwalificatie № 751 «onderlinge duels» 17:00 uur | Walter Samuel 68' (e.d.) |       | 25' Hernán Crespo 37' Juan Sebastián Verón | Estadio Nacional, Lima Toeschouwers: 43.951 Scheidsrechter: Óscar Ruiz (COL) |

|                                                    |                                            |       |                         |                                                                                            |
| 8 oktober WK-kwalificatie № 752 «onderlinge duels» | Argentinië                                 | 2 – 1 | Uruguay                 | Estadio Monumental, Buenos Aires Toeschouwers: 48.792 Scheidsrechter: Márcio Rezende (BRA) |
| 8 oktober WK-kwalificatie № 752 «onderlinge duels» | Marcelo Gallardo 27' Gabriel Batistuta 42' |       | 50' Federico Magallanes | Estadio Monumental, Buenos Aires Toeschouwers: 48.792 Scheidsrechter: Márcio Rezende (BRA) |

|                                                      |       |                                     |            |                                                                                       |
| 15 november WK-kwalificatie № 753 «onderlinge duels» | Chili | 0 – 2                               | Argentinië | Estadio Nacional, Santiago Toeschouwers: 56.529 Scheidsrechter: Carlos Amarilla (PAR) |
| 15 november WK-kwalificatie № 753 «onderlinge duels» |       | 27' Ariel Ortega 89' Claudio Husain |            | Estadio Nacional, Santiago Toeschouwers: 56.529 Scheidsrechter: Carlos Amarilla (PAR) |

|                                                        |        |                                          |            |                                                                                           |
| 20 december Vriendschappelijk № 754 «onderlinge duels» | Mexico | 0 – 2                                    | Argentinië | Memorial Coliseum, Los Angeles Toeschouwers: 42.000 Scheidsrechter: Timothy Weyland (USA) |
| 20 december Vriendschappelijk № 754 «onderlinge duels» |        | 14' Santiago Solari 82' Luciano Galletti |            | Memorial Coliseum, Los Angeles Toeschouwers: 42.000 Scheidsrechter: Timothy Weyland (USA) |

### 2001
|                                                                  |                   |       |                                     |                                                                             |
| 28 februari Vriendschappelijk № 755 «onderlinge duels» 20:00 uur | Italië            | 1 – 2 | Argentinië                          | Stadio Olimpico, Rome Toeschouwers: 15.000 Scheidsrechter: Alain Sars (FRA) |
| 28 februari Vriendschappelijk № 755 «onderlinge duels» 20:00 uur | Stefano Fiore 25' |       | 36' Kily González 48' Hernán Crespo | Stadio Olimpico, Rome Toeschouwers: 15.000 Scheidsrechter: Alain Sars (FRA) |

|                                                             |                                                                                              |       |           |                                                                                              |
| 28 maart WK-kwalificatie № 756 «onderlinge duels» 21:45 uur | Argentinië                                                                                   | 5 – 0 | Venezuela | Estadio Monumental, Buenos Aires Toeschouwers: 32.000 Scheidsrechter: Gilberto Hidalgo (PER) |
| 28 maart WK-kwalificatie № 756 «onderlinge duels» 21:45 uur | Hernán Crespo 13' Juan Pablo Sorín 31' Juan Verón 51' Marcelo Gallardo 60' Walter Samuel 85' |       |           | Estadio Monumental, Buenos Aires Toeschouwers: 32.000 Scheidsrechter: Gilberto Hidalgo (PER) |

|                                                             |                                                   |       |                                                          |                                                                                      |
| 25 april WK-kwalificatie № 757 «onderlinge duels» 19:00 uur | Bolivia                                           | 3 – 3 | Argentinië                                               | Estadio Hernando Siles, La Paz Toeschouwers: 35.000 Scheidsrechter: Óscar Ruiz (COL) |
| 25 april WK-kwalificatie № 757 «onderlinge duels» 19:00 uur | Líder Paz 39' Percy Colque 54' Joaquín Botero 81' |       | 44' Hernán Crespo 87' Hernán Crespo 90' Juan Pablo Sorín | Estadio Hernando Siles, La Paz Toeschouwers: 35.000 Scheidsrechter: Óscar Ruiz (COL) |

|                                                 |                                                       |       |          |                                                                                           |
| 3 juni WK-kwalificatie № 758 «onderlinge duels» | Argentinië                                            | 3 – 0 | Colombia | Estadio Monumental, Buenos Aires Toeschouwers: 44.776 Scheidsrechter: Mario Sánchez (CHI) |
| 3 juni WK-kwalificatie № 758 «onderlinge duels» | Kily González 21' Claudio López 35' Hernán Crespo 38' |       |          | Estadio Monumental, Buenos Aires Toeschouwers: 44.776 Scheidsrechter: Mario Sánchez (CHI) |

|                                                      |         |                                         |            |                                                                                              |
| 15 augustus WK-kwalificatie № 759 «onderlinge duels» | Ecuador | 0 – 2                                   | Argentinië | Estadio Olimpico Atahualpa, Quito Toeschouwers: 38.156 Scheidsrechter: Stefano Braschi (ITA) |
| 15 augustus WK-kwalificatie № 759 «onderlinge duels» |         | 19' Juan Verón 34' (pen.) Hernán Crespo |            | Estadio Olimpico Atahualpa, Quito Toeschouwers: 38.156 Scheidsrechter: Stefano Braschi (ITA) |

|                                                                |                                      |       |                         |                                                                                       |
| 5 september WK-kwalificatie № 760 «onderlinge duels» 20:00 uur | Argentinië                           | 2 – 1 | Brazilië                | Estadio Monumental, Buenos Aires Toeschouwers: 51.000 Scheidsrechter: Urs Meier (SUI) |
| 5 september WK-kwalificatie № 760 «onderlinge duels» 20:00 uur | Marcelo Gallardo 76' Cris 84' (e.d.) |       | 2' (e.d.) Roberto Ayala | Estadio Monumental, Buenos Aires Toeschouwers: 51.000 Scheidsrechter: Urs Meier (SUI) |

|                                                    |                                                     |       |                                               | |
| 7 oktober WK-kwalificatie № 761 «onderlinge duels» | Paraguay                                            | 2 – 2 | Argentinië                                    | Estadio Defensores del Chaco, Asunción Toeschouwers: 45.000 Scheidsrechter: Gilberto Hidalgo (PER) |
| 7 oktober WK-kwalificatie № 761 «onderlinge duels» | José Luis Chilavert 51' (pen.) Gustavo Morínigo 70' |       | 66' Mauricio Pochettino 73' Gabriel Batistuta | Estadio Defensores del Chaco, Asunción Toeschouwers: 45.000 Scheidsrechter: Gilberto Hidalgo (PER) |

|                                                               |                                     |       |      |                                                                                             |
| 8 november WK-kwalificatie № 762 «onderlinge duels» 18:00 uur | Argentinië                          | 2 – 0 | Peru | Estadio Monumental, Buenos Aires Toeschouwers: 18.901 Scheidsrechter: Jorge Larrionda (URU) |
| 8 november WK-kwalificatie № 762 «onderlinge duels» 18:00 uur | Walter Samuel 46' Claudio López 84' |       |      | Estadio Monumental, Buenos Aires Toeschouwers: 18.901 Scheidsrechter: Jorge Larrionda (URU) |

|                                                      |                 |       |                   |                                                                                       |
| 14 november WK-kwalificatie № 763 «onderlinge duels» | Uruguay         | 1 – 1 | Argentinië        | Estadio Centenario, Montevideo Toeschouwers: 48.100 Scheidsrechter: Markus Merk (GER) |
| 14 november WK-kwalificatie № 763 «onderlinge duels» | Darío Silva 18' |       | 45' Claudio López | Estadio Centenario, Montevideo Toeschouwers: 48.100 Scheidsrechter: Markus Merk (GER) |

### 2002
|                                                                  |                   |       |                        |                                                                                    |
| 13 februari Vriendschappelijk № 764 «onderlinge duels» 19:45 uur | Wales             | 1 – 1 | Argentinië             | Millennium Stadium, Cardiff Toeschouwers: 62.500 Scheidsrechter: Paul McKeon (IRL) |
| 13 februari Vriendschappelijk № 764 «onderlinge duels» 19:45 uur | Craig Bellamy 34' |       | 62' Julio Ricardo Cruz | Millennium Stadium, Cardiff Toeschouwers: 62.500 Scheidsrechter: Paul McKeon (IRL) |

|                                                     |                                       |       |                                    |                                                                                       |
| 27 maart Vriendschappelijk № 765 «onderlinge duels» | Argentinië                            | 2 – 2 | Kameroen                           | Stade des Charmilles, Genève Toeschouwers: 7.660 Scheidsrechter: Philippe Leuba (SUI) |
| 27 maart Vriendschappelijk № 765 «onderlinge duels» | Juan Verón 17' (pen.) Pablo Aimar 63' |       | 20' Samuel Eto'o 86' Patrick Suffo | Stade des Charmilles, Genève Toeschouwers: 7.660 Scheidsrechter: Philippe Leuba (SUI) |

|                                                               |           |                      |            |                                                                                              |
| 17 april Vriendschappelijk № 766 «onderlinge duels» 20:45 uur | Duitsland | 0 – 1                | Argentinië | Gottlieb-Daimler-Stadion, Stuttgart Toeschouwers: 54.570 Scheidsrechter: Manuel Mejuto (ESP) |
| 17 april Vriendschappelijk № 766 «onderlinge duels» 20:45 uur |           | 48' Juan Pablo Sorín |            | Gottlieb-Daimler-Stadion, Stuttgart Toeschouwers: 54.570 Scheidsrechter: Manuel Mejuto (ESP) |

| WK voetbal 2002 |
| --------------- |

|                                                      |                       |       |         |                                                                                      |
| 2 juni WK-eindronde Groep F № 767 «onderlinge duels» | Argentinië            | 1 – 0 | Nigeria | Kashima Stadion, Kashima Toeschouwers: 34.050 Scheidsrechter: Gilles Veissière (FRA) |
| 2 juni WK-eindronde Groep F № 767 «onderlinge duels» | Gabriel Batistuta 63' |       |         | Kashima Stadion, Kashima Toeschouwers: 34.050 Scheidsrechter: Gilles Veissière (FRA) |

|                                                                |            |                          |          |                                                                                    |
| 7 juni WK-eindronde Groep F № 768 «onderlinge duels» 20:30 uur | Argentinië | 0 – 1                    | Engeland | Sapporo Dome, Sapporo Toeschouwers: 35.927 Scheidsrechter: Pierluigi Collina (ITA) |
| 7 juni WK-eindronde Groep F № 768 «onderlinge duels» 20:30 uur |            | 44' (pen.) David Beckham |          | Sapporo Dome, Sapporo Toeschouwers: 35.927 Scheidsrechter: Pierluigi Collina (ITA) |

|                                                       |                   |       |                     |                                                                             |
| 12 juni WK-eindronde Groep F № 769 «onderlinge duels» | Argentinië        | 1 – 1 | Zweden              | Miyagi Stadion, Rifu Toeschouwers: 45.777 Scheidsrechter: Ali Bujsaim (UAE) |
| 12 juni WK-eindronde Groep F № 769 «onderlinge duels» | Hernán Crespo 88' |       | 59' Anders Svensson | Miyagi Stadion, Rifu Toeschouwers: 45.777 Scheidsrechter: Ali Bujsaim (UAE) |

|  |  |  |  |  |  |  |  |  |

|                                                       |       |                                        |            |                                                                               |
| 17 april Kirin Cup № 770 «onderlinge duels» 19:20 uur | Japan | 0 – 2                                  | Argentinië | Saitama Stadion, Saitama Toeschouwers: 61.816 Scheidsrechter: Saad Mane (KUW) |
| 17 april Kirin Cup № 770 «onderlinge duels» 19:20 uur |       | 47' Juan Pablo Sorín 49' Hernán Crespo |            | Saitama Stadion, Saitama Toeschouwers: 61.816 Scheidsrechter: Saad Mane (KUW) |

### 2003
|                                                                 |                  |       |                                                        |                                                                                               |
| 31 januari Vriendschappelijk № 771 «onderlinge duels» 20:00 uur | Honduras         | 1 – 3 | Argentinië                                             | Estadio Olimpico, San Pedro Sula Toeschouwers: onbekend Scheidsrechter: Neftali Recinos (ESA) |
| 31 januari Vriendschappelijk № 771 «onderlinge duels» 20:00 uur | Saúl Martínez 7' |       | 15' Diego Milito 53' Lucho González 56' Lucho González | Estadio Olimpico, San Pedro Sula Toeschouwers: onbekend Scheidsrechter: Neftali Recinos (ESA) |

|                                                                 |        |                       |            |                                                                                       |
| 4 februari Vriendschappelijk № 772 «onderlinge duels» 20:30 uur | Mexico | 0 – 1                 | Argentinië | Memorial Coliseum, Los Angeles Toeschouwers: 44.000 Scheidsrechter: Kevin Stott (USA) |
| 4 februari Vriendschappelijk № 772 «onderlinge duels» 20:30 uur |        | 14' Gonzalo Rodríguez |            | Memorial Coliseum, Los Angeles Toeschouwers: 44.000 Scheidsrechter: Kevin Stott (USA) |

|                                                                 |                  |                   |            |                                                                              |
| 8 februari Vriendschappelijk № 773 «onderlinge duels» 20:30 uur | Verenigde Staten | 0 – 1             | Argentinië | Orange Bowl, Miami Toeschouwers: 27.196 Scheidsrechter: Carlos Beltrán (GUA) |
| 8 februari Vriendschappelijk № 773 «onderlinge duels» 20:30 uur |                  | 9' Lucho González |            | Orange Bowl, Miami Toeschouwers: 27.196 Scheidsrechter: Carlos Beltrán (GUA) |

|                                                                  |                              |       |            |                                                                                          |
| 12 februari Vriendschappelijk № 774 «onderlinge duels» 20:30 uur | Nederland                    | 1 – 0 | Argentinië | Amsterdam Arena, Amsterdam Toeschouwers: 40.090 Scheidsrechter: Kim Milton Nielsen (DEN) |
| 12 februari Vriendschappelijk № 774 «onderlinge duels» 20:30 uur | Giovanni van Bronckhorst 86' |       |            | Amsterdam Arena, Amsterdam Toeschouwers: 40.090 Scheidsrechter: Kim Milton Nielsen (DEN) |

|                                                               |                 |       |                                                      |                                                                                    |
| 30 april Vriendschappelijk № 775 «onderlinge duels» 19:30 uur | Libië           | 1 – 3 | Argentinië                                           | 11 Juni Stadion, Tripoli Toeschouwers: onbekend Scheidsrechter: Abdel Zahmul (TUN) |
| 30 april Vriendschappelijk № 775 «onderlinge duels» 19:30 uur | Tareq Tayeb 66' |       | 22' Javier Saviola 67' Juan Riquelme 89' Pablo Aimar | 11 Juni Stadion, Tripoli Toeschouwers: onbekend Scheidsrechter: Abdel Zahmul (TUN) |

|                                                     |                  |       |                                                                             |                                                                                |
| 8 juni Kirin Cup № 776 «onderlinge duels» 19:20 uur | Japan            | 1 – 4 | Argentinië                                                                  | Nagai Stadion, Osaka Toeschouwers: 42.508 Scheidsrechter: Herbert Fandel (GER) |
| 8 juni Kirin Cup № 776 «onderlinge duels» 19:20 uur | Yutaka Akita 55' |       | 30' Javier Saviola 45' Javier Zanetti 78' Bernardo Romeo 82' Maxi Rodríguez | Nagai Stadion, Osaka Toeschouwers: 42.508 Scheidsrechter: Herbert Fandel (GER) |

|                                                              |            |                    |            |                                                                                             |
| 11 juni Vriendschappelijk № 777 «onderlinge duels» 20:00 uur | Zuid-Korea | 0 – 1              | Argentinië | Sangam World Cup Stadium, Seoul Toeschouwers: 30.000 Scheidsrechter: Rungklay Mongkol (THA) |
| 11 juni Vriendschappelijk № 777 «onderlinge duels» 20:00 uur |            | 44' Javier Saviola |            | Sangam World Cup Stadium, Seoul Toeschouwers: 30.000 Scheidsrechter: Rungklay Mongkol (THA) |

|                                                              |                                 |       |                                               |                                                                                                   |
| 16 juli Vriendschappelijk № 778 «onderlinge duels» 21:00 uur | Argentinië                      | 2 – 2 | Uruguay                                       | Estadio Ciudad de La Plata, La Plata Toeschouwers: 40.000 Scheidsrechter: Epifanio González (PAR) |
| 16 juli Vriendschappelijk № 778 «onderlinge duels» 21:00 uur | Diego Milito 4' Diego Milito 9' |       | 6' Javier Chevantón 36' (e.d.) Gabriel Milito | Estadio Ciudad de La Plata, La Plata Toeschouwers: 40.000 Scheidsrechter: Epifanio González (PAR) |

|                                                                  |                                    |       |                                                          |                                                                                              |
| 20 augustus Vriendschappelijk № 779 «onderlinge duels» 15:30 uur | Uruguay                            | 2 – 3 | Argentinië                                               | Stadio Artemio Franchi, Florence Toeschouwers: 3.000 Scheidsrechter: Massimo De Santis (ITA) |
| 20 augustus Vriendschappelijk № 779 «onderlinge duels» 15:30 uur | Diego Forlán 2' Martín Liguera 57' |       | 45' Juan Verón 80' Walter Samuel 85' Andrés D'Alessandro | Stadio Artemio Franchi, Florence Toeschouwers: 3.000 Scheidsrechter: Massimo De Santis (ITA) |

|                                                      |                                       |       |                                          |                                                                                           |
| 6 september WK-kwalificatie № 780 «onderlinge duels» | Argentinië                            | 2 – 2 | Chili                                    | Estadio Monumental, Buenos Aires Toeschouwers: 35.372 Scheidsrechter: Ubaldo Aquino (PAR) |
| 6 september WK-kwalificatie № 780 «onderlinge duels» | Cristian González 32' Pablo Aimar 36' |       | 60' Milovan Mirošević 77' Reinaldo Navia | Estadio Monumental, Buenos Aires Toeschouwers: 35.372 Scheidsrechter: Ubaldo Aquino (PAR) |

|                                                                |           |                                                    |            |                                                                                     |
| 9 september WK-kwalificatie № 781 «onderlinge duels» 19:00 uur | Venezuela | 0 – 3                                              | Argentinië | Estadio Olímpico, Caracas Toeschouwers: 24.783 Scheidsrechter: Martín Vázquez (URU) |
| 9 september WK-kwalificatie № 781 «onderlinge duels» 19:00 uur |           | 7' Pablo Aimar 25' Hernán Crespo 32' César Delgado |            | Estadio Olímpico, Caracas Toeschouwers: 24.783 Scheidsrechter: Martín Vázquez (URU) |

|                                                      |                                                           |       |         |                                                                                              |
| 15 november WK-kwalificatie № 782 «onderlinge duels» | Argentinië                                                | 3 – 0 | Bolivia | Estadio Monumental, Buenos Aires Toeschouwers: 30.042 Scheidsrechter: Gilberto Hidalgo (PER) |
| 15 november WK-kwalificatie № 782 «onderlinge duels» | Andrés D'Alessandro 56' Hernán Crespo 61' Pablo Aimar 63' |       |         | Estadio Monumental, Buenos Aires Toeschouwers: 30.042 Scheidsrechter: Gilberto Hidalgo (PER) |

|                                                                |                      |       |                   |                                                                                             |
| 19 november WK-kwalificatie № 783 «onderlinge duels» 21:00 uur | Colombia             | 1 – 1 | Argentinië        | Estadio Metropolitano, Barranquilla Toeschouwers: 35.034 Scheidsrechter: Carlos Simon (BRA) |
| 19 november WK-kwalificatie № 783 «onderlinge duels» 21:00 uur | Juan Pablo Ángel 47' |       | 27' Hernán Crespo | Estadio Metropolitano, Barranquilla Toeschouwers: 35.034 Scheidsrechter: Carlos Simon (BRA) |

### 2004
|                                                             |                   |       |         |                                                                                            |
| 30 maart WK-kwalificatie № 784 «onderlinge duels» 20:30 uur | Argentinië        | 1 – 0 | Ecuador | Estadio Monumental, Buenos Aires Toeschouwers: 55.000 Scheidsrechter: Martín Vázquez (URU) |
| 30 maart WK-kwalificatie № 784 «onderlinge duels» 20:30 uur | Hernán Crespo 60' |       |         | Estadio Monumental, Buenos Aires Toeschouwers: 55.000 Scheidsrechter: Martín Vázquez (URU) |

|                                                               |         |                   |            |                                                                                        |
| 28 april Vriendschappelijk № 785 «onderlinge duels» 21:00 uur | Marokko | 0 – 1             | Argentinië | Stade Moulay Abdellah, Rabat Toeschouwers: 60.000 Scheidsrechter: Mamadou N'Doye (SEN) |
| 28 april Vriendschappelijk № 785 «onderlinge duels» 21:00 uur |         | 52' Kily González |            | Stade Moulay Abdellah, Rabat Toeschouwers: 60.000 Scheidsrechter: Mamadou N'Doye (SEN) |

|                                                 |                                                          |       |                      |                                                                                |
| 2 juni WK-kwalificatie № 786 «onderlinge duels» | Brazilië                                                 | 3 – 1 | Argentinië           | Mineirão, Belo Horizonte Toeschouwers: 60.000 Scheidsrechter: Óscar Ruiz (COL) |
| 2 juni WK-kwalificatie № 786 «onderlinge duels» | Ronaldo 16' (pen.) Ronaldo 67' (pen.) Ronaldo 90' (pen.) |       | 79' Juan Pablo Sorín | Mineirão, Belo Horizonte Toeschouwers: 60.000 Scheidsrechter: Óscar Ruiz (COL) |

|                                                 |            |       |          |                                                                                          |
| 6 juni WK-kwalificatie № 787 «onderlinge duels» | Argentinië | 0 – 0 | Paraguay | Estadio Monumental, Buenos Aires Toeschouwers: 37.000 Scheidsrechter: Carlos Simon (BRA) |
| 6 juni WK-kwalificatie № 787 «onderlinge duels» |            |       |          | Estadio Monumental, Buenos Aires Toeschouwers: 37.000 Scheidsrechter: Carlos Simon (BRA) |

|                                                    |                                       |       |            |                                                                           |
| 27 juni Vriendschappelijk № 788 «onderlinge duels» | Colombia                              | 2 – 0 | Argentinië | Orange Bowl, Miami Toeschouwers: 21.000 Scheidsrechter: Kevin Terry (USA) |
| 27 juni Vriendschappelijk № 788 «onderlinge duels» | Tressor Moreno 22' Sergio Herrera 77' |       |            | Orange Bowl, Miami Toeschouwers: 21.000 Scheidsrechter: Kevin Terry (USA) |

|                                                    |                                                 |       |                            |                                                                                        |
| 30 juni Vriendschappelijk № 789 «onderlinge duels» | Argentinië                                      | 2 – 1 | Peru                       | Giants Stadium, East Rutherford Toeschouwers: 41.013 Scheidsrechter: Kevin Stott (USA) |
| 30 juni Vriendschappelijk № 789 «onderlinge duels» | Cristian González 25' (pen.) Javier Saviola 72' |       | 36' (pen.) Nolberto Solano | Giants Stadium, East Rutherford Toeschouwers: 41.013 Scheidsrechter: Kevin Stott (USA) |

| Copa América |
| ------------ |

|                                                      | |       |                     |                                                                                            |
| 7 juli Copa América Groep B № 790 «onderlinge duels» | Argentinië | 6 – 1 | Ecuador             | Estadio Elias Aguirre, Chiclayo Toeschouwers: 24.000 Scheidsrechter: Carlos Amarilla (PAR) |
| 7 juli Copa América Groep B № 790 «onderlinge duels» | Kily González 5' (pen.) Javier Saviola 64' Javier Saviola 75' Javier Saviola 79' Andrés D'Alessandro 84' Lucho González 90' |       | 62' Agustín Delgado | Estadio Elias Aguirre, Chiclayo Toeschouwers: 24.000 Scheidsrechter: Carlos Amarilla (PAR) |

|                                                       |            |                  |        |                                                                                           |
| 10 juli Copa América Groep B № 791 «onderlinge duels» | Argentinië | 0 – 1            | Mexico | Estadio Elías Aguirre, Chiclayo Toeschouwers: 25.000 Scheidsrechter: Márcio Rezende (BRA) |
| 10 juli Copa América Groep B № 791 «onderlinge duels» |            | 9' Ramón Morales |        | Estadio Elías Aguirre, Chiclayo Toeschouwers: 25.000 Scheidsrechter: Márcio Rezende (BRA) |

|                                                       |                                                                               |       |                                          |                                                                                    |
| 13 juli Copa América Groep B № 792 «onderlinge duels» | Argentinië                                                                    | 4 – 2 | Uruguay                                  | Estadio Miguel Grau, Piura Toeschouwers: 19.865 Scheidsrechter: Rubén Selman (CHI) |
| 13 juli Copa América Groep B № 792 «onderlinge duels» | Kily González 19' Luciano Figueroa 20' Roberto Ayala 80' Luciano Figueroa 89' |       | 7' Fabian Estoyanoff 38' Vicente Sánchez | Estadio Miguel Grau, Piura Toeschouwers: 19.865 Scheidsrechter: Rubén Selman (CHI) |

|                                                           |      |                  |            |                                                                                            |
| 17 juli Copa América Kwartfinale № 793 «onderlinge duels» | Peru | 0 – 1            | Argentinië | Estadio Elías Aguirre, Chiclayo Toeschouwers: 25.000 Scheidsrechter: Carlos Amarilla (PAR) |
| 17 juli Copa América Kwartfinale № 793 «onderlinge duels» |      | 60' Carlos Tévez |            | Estadio Elías Aguirre, Chiclayo Toeschouwers: 25.000 Scheidsrechter: Carlos Amarilla (PAR) |

|                                                            |                                                          |       |          |                                                                                    |
| 20 juli Copa América Halve finale № 794 «onderlinge duels» | Argentinië                                               | 3 – 0 | Colombia | Estadio Nacional, Lima Toeschouwers: 22.000 Scheidsrechter: Gilberto Hidalgo (PER) |
| 20 juli Copa América Halve finale № 794 «onderlinge duels» | Carlos Tévez 33' Lucho González 50' Juan Pablo Sorín 80' |       |          | Estadio Nacional, Lima Toeschouwers: 22.000 Scheidsrechter: Gilberto Hidalgo (PER) |

|                                                      |                                                                   |       |                          |                                                                                   |
| 25 juli Copa América Finale № 795 «onderlinge duels» | Argentinië                                                        | 2 – 2 | Brazilië                 | Estadio Nacional, Lima Toeschouwers: 43.000 Scheidsrechter: Carlos Amarilla (PAR) |
| 25 juli Copa América Finale № 795 «onderlinge duels» | Kily González 20' (pen.) César Delgado 87'                        |       | 45' Luisão 90+3' Adriano | Estadio Nacional, Lima Toeschouwers: 43.000 Scheidsrechter: Carlos Amarilla (PAR) |
| 25 juli Copa América Finale № 795 «onderlinge duels» | Strafschoppen                                                     |       |                          | Estadio Nacional, Lima Toeschouwers: 43.000 Scheidsrechter: Carlos Amarilla (PAR) |
| 25 juli Copa América Finale № 795 «onderlinge duels» | Andrés D'Alessandro Gabriel Heinze Kily González Juan Pablo Sorín | 2–4   | Adriano Edu Diego Juan   | Estadio Nacional, Lima Toeschouwers: 43.000 Scheidsrechter: Carlos Amarilla (PAR) |

|  |  |  |  |  |  |  |  |  |

|                                                        |                     |       |                                       |                                                                              |
| 18 augustus Vriendschappelijk № 796 «onderlinge duels» | Japan               | 1 – 2 | Argentinië                            | Shizuoka Stadion, Shizuoka Toeschouwers: 48.721 Scheidsrechter: Jun Lu (CHN) |
| 18 augustus Vriendschappelijk № 796 «onderlinge duels» | Takayuki Suzuki 73' |       | 4' Luciano Galletti 39' Mario Santana | Shizuoka Stadion, Shizuoka Toeschouwers: 48.721 Scheidsrechter: Jun Lu (CHN) |

|                                                                |                |       |                                                                 |                                                                                      |
| 4 september WK-kwalificatie № 797 «onderlinge duels» 19:00 uur | Peru           | 1 – 3 | Argentinië                                                      | Estadio Monumental "U", Lima Toeschouwers: 28.000 Scheidsrechter: Carlos Simon (BRA) |
| 4 september WK-kwalificatie № 797 «onderlinge duels» 19:00 uur | Jorge Soto 62' |       | 14' Mauro Rosales 66' Fabricio Coloccini 90+2' Juan Pablo Sorín | Estadio Monumental "U", Lima Toeschouwers: 28.000 Scheidsrechter: Carlos Simon (BRA) |

|                                                              |                                                                                |       |                                                    |                                                                                          |
| 9 oktober WK-kwalificatie № 798 «onderlinge duels» 19:00 uur | Argentinië                                                                     | 4 – 2 | Uruguay                                            | Estadio Monumental, Buenos Aires Toeschouwers: 42.707 Scheidsrechter: Wilson Souza (BRA) |
| 9 oktober WK-kwalificatie № 798 «onderlinge duels» 19:00 uur | Lucho González 6' Luciano Figueroa 32' Javier Zanetti 45' Luciano Figueroa 54' |       | 63' Cristian Rodríguez 86' (pen.) Javier Chevantón | Estadio Monumental, Buenos Aires Toeschouwers: 42.707 Scheidsrechter: Wilson Souza (BRA) |

|                                                     |       |       |            |                                                                                       |
| 13 oktober WK-kwalificatie № 799 «onderlinge duels» | Chili | 0 – 0 | Argentinië | Estadio Nacional, Santiago Toeschouwers: 57.671 Scheidsrechter: Carlos Amarilla (PAR) |
| 13 oktober WK-kwalificatie № 799 «onderlinge duels» |       |       |            | Estadio Nacional, Santiago Toeschouwers: 57.671 Scheidsrechter: Carlos Amarilla (PAR) |

|                                                                |                                                                  |       |                                     |                                                                                              |
| 17 november WK-kwalificatie № 800 «onderlinge duels» 19:00 uur | Argentinië                                                       | 3 – 2 | Venezuela                           | Estadio Monumental, Buenos Aires Toeschouwers: 30.000 Scheidsrechter: Gilberto Hidalgo (PER) |
| 17 november WK-kwalificatie № 800 «onderlinge duels» 19:00 uur | José Manuel Rey 3' (e.d.) Juan Riquelme 45+1' Javier Saviola 65' |       | 31' Ruberth Morán 72' Leonel Vielma | Estadio Monumental, Buenos Aires Toeschouwers: 30.000 Scheidsrechter: Gilberto Hidalgo (PER) |

### 2005
|                                                                 |                                             |       |                                            |                                                                                 |
| 9 februari Vriendschappelijk № 801 «onderlinge duels» 20:45 uur | Duitsland                                   | 2 – 2 | Argentinië                                 | LTU Arena, Düsseldorf Toeschouwers: 51.500 Scheidsrechter: Stefano Farina (ITA) |
| 9 februari Vriendschappelijk № 801 «onderlinge duels» 20:45 uur | Torsten Frings 28' (pen.) Kevin Kurányi 45' |       | 40' (pen.) Hernán Crespo 81' Hernán Crespo | LTU Arena, Düsseldorf Toeschouwers: 51.500 Scheidsrechter: Stefano Farina (ITA) |

|                                                   |                           |       |                                           |                                                                                           |
| 26 maart WK-kwalificatie № 803 «onderlinge duels» | Bolivia                   | 1 – 2 | Argentinië                                | Estadio Hernando Siles, La Paz Toeschouwers: 25.000 Scheidsrechter: Jorge Larrionda (URU) |
| 26 maart WK-kwalificatie № 803 «onderlinge duels» | José Alfredo Castillo 49' |       | 57' Luciano Figueroa 63' Luciano Galletti | Estadio Hernando Siles, La Paz Toeschouwers: 25.000 Scheidsrechter: Jorge Larrionda (URU) |

|                                                             |                   |       |          |                                                                                             |
| 30 maart WK-kwalificatie № 804 «onderlinge duels» 20:00 uur | Argentinië        | 1 – 0 | Colombia | Estadio Monumental, Buenos Aires Toeschouwers: 40.000 Scheidsrechter: Carlos Amarilla (PAR) |
| 30 maart WK-kwalificatie № 804 «onderlinge duels» 20:00 uur | Hernán Crespo 65' |       |          | Estadio Monumental, Buenos Aires Toeschouwers: 40.000 Scheidsrechter: Carlos Amarilla (PAR) |

|                                                           |                                        |       |            |                                                                                           |
| 4 juni WK-kwalificatie № 805 «onderlinge duels» 16:00 uur | Ecuador                                | 2 – 0 | Argentinië | Estadio Olímpico Atahualpa, Quito Toeschouwers: 37.583 Scheidsrechter: Rubén Selman (CHI) |
| 4 juni WK-kwalificatie № 805 «onderlinge duels» 16:00 uur | Christian Lara 53' Agustín Delgado 89' |       |            | Estadio Olímpico Atahualpa, Quito Toeschouwers: 37.583 Scheidsrechter: Rubén Selman (CHI) |

|                                                           |                                                      |       |                    |                                                                                            |
| 8 juni WK-kwalificatie № 806 «onderlinge duels» 20:45 uur | Argentinië                                           | 3 – 1 | Brazilië           | Estadio Monumental, Buenos Aires Toeschouwers: 49.497 Scheidsrechter: Gustavo Méndez (URU) |
| 8 juni WK-kwalificatie № 806 «onderlinge duels» 20:45 uur | Hernán Crespo 3' Juan Riquelme 18' Hernán Crespo 40' |       | 71' Roberto Carlos | Estadio Monumental, Buenos Aires Toeschouwers: 49.497 Scheidsrechter: Gustavo Méndez (URU) |

| FIFA Confederations Cup |
| ----------------------- |

|                                                                            |                                             |       |                           |                                                                                        |
| 15 juni FIFA Confederations Cup Groep A № 807 «onderlinge duels» 18:00 uur | Argentinië                                  | 2 – 1 | Tunesië                   | RheinEnergieStadion, Keulen Toeschouwers: 28.033 Scheidsrechter: Roberto Rosetti (ITA) |
| 15 juni FIFA Confederations Cup Groep A № 807 «onderlinge duels» 18:00 uur | Juan Riquelme 33' (pen.) Javier Saviola 56' |       | 72' (pen.) Haykel Gmamdia | RheinEnergieStadion, Keulen Toeschouwers: 28.033 Scheidsrechter: Roberto Rosetti (ITA) |

|                                                                            |                                        |       |                                                                                         |                                                                                       |
| 18 juni FIFA Confederations Cup Groep A № 808 «onderlinge duels» 20:45 uur | Australië                              | 2 – 4 | Argentinië                                                                              | Franken Stadion, Neurenberg Toeschouwers: 25.000 Scheidsrechter: Shamsul Maidin (SIN) |
| 18 juni FIFA Confederations Cup Groep A № 808 «onderlinge duels» 20:45 uur | John Aloisi 61' (pen.) John Aloisi 70' |       | 12' Luciano Figueroa 32' (pen.) Juan Riquelme 53' Luciano Figueroa 89' Luciano Figueroa | Franken Stadion, Neurenberg Toeschouwers: 25.000 Scheidsrechter: Shamsul Maidin (SIN) |

|                                                                            |                                         |       |                                      |                                                                                     |
| 21 juni FIFA Confederations Cup Groep A № 809 «onderlinge duels» 20:45 uur | Argentinië                              | 2 – 2 | Duitsland                            | Franken Stadion, Neurenberg Toeschouwers: 44.088 Scheidsrechter: Ľuboš Micheľ (SVK) |
| 21 juni FIFA Confederations Cup Groep A № 809 «onderlinge duels» 20:45 uur | Juan Riquelme 32' Esteban Cambiasso 73' |       | 29' Kevin Kurányi 51' Gerald Asamoah | Franken Stadion, Neurenberg Toeschouwers: 44.088 Scheidsrechter: Ľuboš Micheľ (SVK) |

|                                                                                 |                                                                                            |       |                                                                                              |                                                                                |
| 26 juni FIFA Confederations Cup Halve finale № 810 «onderlinge duels» 18:00 uur | Mexico                                                                                     | 1 – 1 | Argentinië                                                                                   | AWD-Arena, Hannover Toeschouwers: 43.667 Scheidsrechter: Roberto Rosetti (ITA) |
| 26 juni FIFA Confederations Cup Halve finale № 810 «onderlinge duels» 18:00 uur | Carlos Salcido 104'                                                                        |       | 110' Luciano Figueroa                                                                        | AWD-Arena, Hannover Toeschouwers: 43.667 Scheidsrechter: Roberto Rosetti (ITA) |
| 26 juni FIFA Confederations Cup Halve finale № 810 «onderlinge duels» 18:00 uur | Strafschoppen                                                                              |       |                                                                                              | AWD-Arena, Hannover Toeschouwers: 43.667 Scheidsrechter: Roberto Rosetti (ITA) |
| 26 juni FIFA Confederations Cup Halve finale № 810 «onderlinge duels» 18:00 uur | Luis Ernesto Pérez Pável Pardo Jared Borgetti Carlos Salcido Gonzalo Pineda Ricardo Osorio | 5–6   | Juan Riquelme Maxi Rodríguez Pablo Aimar Luciano Galletti Juan Pablo Sorín Esteban Cambiasso | AWD-Arena, Hannover Toeschouwers: 43.667 Scheidsrechter: Roberto Rosetti (ITA) |

|                                                                           |                                                 |       |                 |                                                                                 |
| 29 juni FIFA Confederations Cup Finale № 811 «onderlinge duels» 20:45 uur | Brazilië                                        | 4 – 1 | Argentinië      | Wald Stadion, Frankfurt Toeschouwers: 45.591 Scheidsrechter: Ľuboš Micheľ (SVK) |
| 29 juni FIFA Confederations Cup Finale № 811 «onderlinge duels» 20:45 uur | Adriano 11' Kaká 16' Ronaldinho 47' Adriano 63' |       | 65' Pablo Aimar | Wald Stadion, Frankfurt Toeschouwers: 45.591 Scheidsrechter: Ľuboš Micheľ (SVK) |

|  |  |  |  |  |  |  |  |  |

|                                                                  |                      |       |                                       |                                                                                         |
| 17 augustus Vriendschappelijk № 812 «onderlinge duels» 18:30 uur | Hongarije            | 1 – 2 | Argentinië                            | Ferenc Puskás Stadion, Boedapest Toeschouwers: 27.000 Scheidsrechter: Markus Merk (GER) |
| 17 augustus Vriendschappelijk № 812 «onderlinge duels» 18:30 uur | Sandor Torghelle 29' |       | 19' Maxi Rodriguez 62' Gabriel Heinze | Ferenc Puskás Stadion, Boedapest Toeschouwers: 27.000 Scheidsrechter: Markus Merk (GER) |

|                                                      |                      |       |            |                                                                                                |
| 3 september WK-kwalificatie № 813 «onderlinge duels» | Paraguay             | 1 – 0 | Argentinië | Estadio Defensores del Chaco, Asunción Toeschouwers: 32.000 Scheidsrechter: Carlos Simon (BRA) |
| 3 september WK-kwalificatie № 813 «onderlinge duels» | Roque Santa Cruz 14' |       |            | Estadio Defensores del Chaco, Asunción Toeschouwers: 32.000 Scheidsrechter: Carlos Simon (BRA) |

|                                                              |                                                    |       |      |                                                                                           |
| 9 oktober WK-kwalificatie № 814 «onderlinge duels» 19:10 uur | Argentinië                                         | 2 – 0 | Peru | Estadio Monumental, Buenos Aires Toeschouwers: 36.977 Scheidsrechter: Carlos Torres (PAR) |
| 9 oktober WK-kwalificatie № 814 «onderlinge duels» 19:10 uur | Juan Riquelme 81' (pen.) Luis Guadalupe 90' (e.d.) |       |      | Estadio Monumental, Buenos Aires Toeschouwers: 36.977 Scheidsrechter: Carlos Torres (PAR) |

|                                                               |                   |       |            |                                                                                        |
| 12 oktober WK-kwalificatie № 815 «onderlinge duels» 21:30 uur | Uruguay           | 1 – 0 | Argentinië | Estadio Centenario, Montevideo Toeschouwers: 55.000 Scheidsrechter: Wilson Souza (BRA) |
| 12 oktober WK-kwalificatie № 815 «onderlinge duels» 21:30 uur | Álvaro Recoba 46' |       |            | Estadio Centenario, Montevideo Toeschouwers: 55.000 Scheidsrechter: Wilson Souza (BRA) |

|                                                                  |                                                      |       |                                     |                                                                                   |
| 12 november Vriendschappelijk № 816 «onderlinge duels» 17:45 uur | Engeland                                             | 3 – 2 | Argentinië                          | Stade de Genève, Genève Toeschouwers: 29.800 Scheidsrechter: Philippe Leuba (SUI) |
| 12 november Vriendschappelijk № 816 «onderlinge duels» 17:45 uur | Wayne Rooney 39' Michael Owen 87' Michael Owen 90+2' |       | 35' Hernán Crespo 54' Walter Samuel | Stade de Genève, Genève Toeschouwers: 29.800 Scheidsrechter: Philippe Leuba (SUI) |

|                                                        |       |                                                    |            |                                                                                            |
| 16 november Vriendschappelijk № 817 «onderlinge duels» | Qatar | 0 – 3                                              | Argentinië | Jassim Bin Hamad Stadion, Doha Toeschouwers: onbekend Scheidsrechter: Saad Al-Fadhli (KUW) |
| 16 november Vriendschappelijk № 817 «onderlinge duels» |       | 70' Juan Riquelme 71' Julio Cruz 73' Roberto Ayala |            | Jassim Bin Hamad Stadion, Doha Toeschouwers: onbekend Scheidsrechter: Saad Al-Fadhli (KUW) |

### 2006
|                                                    |                                                 |       |                                 |                                                                              |
| 1 maart Vriendschappelijk № 818 «onderlinge duels» | Kroatië                                         | 3 – 2 | Argentinië                      | St. Jakob-Park, Basel Toeschouwers: 13.138 Scheidsrechter: Markus Nobs (SUI) |
| 1 maart Vriendschappelijk № 818 «onderlinge duels» | Ivan Klasnić 3' Darijo Srna 52' Dario Šimić 90' |       | 4' Carlos Tévez 6' Lionel Messi | St. Jakob-Park, Basel Toeschouwers: 13.138 Scheidsrechter: Markus Nobs (SUI) |

|                                                   |                                   |       |        |                                                                                 |
| 30 mei Vriendschappelijk № 819 «onderlinge duels» | Argentinië                        | 2 – 0 | Angola | Stadio Arechi, Salerno Toeschouwers: 7.000 Scheidsrechter: Stefano Farina (ITA) |
| 30 mei Vriendschappelijk № 819 «onderlinge duels» | Maxi Rodriguez 17' Juan Sorín 39' |       |        | Stadio Arechi, Salerno Toeschouwers: 7.000 Scheidsrechter: Stefano Farina (ITA) |

| WK voetbal 2006 |
| --------------- |

- 820  10-06-2006  Hamburg         Ivory Coast       FIFA World Cup              2-1  Pekerman
- 821  16-06-2006  Gelsenkirchen   Serbia & Monten.  FIFA World Cup              6-0  Pekerman
- 822  21-06-2006  Frankfurt       Netherlands       FIFA World Cup              0-0  Pekerman
- 823  24-06-2006  Leipzig         Mexico            FIFA World Cup              2-1  Pekerman
- 824  30-06-2006  Berlin          Germany           FIFA World Cup  [42]        1-1  Pekerman

|  |  |  |  |  |  |  |  |  |

|                                                        |            |                             |          |                                                                                   |
| 3 september Vriendschappelijk № 825 «onderlinge duels» | Argentinië | 0 – 3                       | Brazilië | Emirates Stadium, Londen Toeschouwers: 59.032 Scheidsrechter: Steve Bennett (ENG) |
| 3 september Vriendschappelijk № 825 «onderlinge duels» |            | 2' Elano 67' Elano 88' Kaká |          | Emirates Stadium, Londen Toeschouwers: 59.032 Scheidsrechter: Steve Bennett (ENG) |

|                                                       |                                           |       |                  |                                                                                            |
| 11 oktober Vriendschappelijk № 826 «onderlinge duels» | Spanje                                    | 2 – 1 | Argentinië       | Estadio Nueva Condomina, Murcia Toeschouwers: 32.500 Scheidsrechter: Laurent Duhamel (FRA) |
| 11 oktober Vriendschappelijk № 826 «onderlinge duels» | Xavi Hernández 34' David Villa 64' (pen.) |       | 35' Daniel Bilos | Estadio Nueva Condomina, Murcia Toeschouwers: 32.500 Scheidsrechter: Laurent Duhamel (FRA) |

### 2007
|                                                                 |           |                    |            |                                                                                       |
| 7 februari Vriendschappelijk № 827 «onderlinge duels» 20:00 uur | Frankrijk | 0 – 1              | Argentinië | Stade de France, Saint-Denis Toeschouwers: 79.862 Scheidsrechter: Damir Skomina (SLO) |
| 7 februari Vriendschappelijk № 827 «onderlinge duels» 20:00 uur |           | 15' Javier Saviola |            | Stade de France, Saint-Denis Toeschouwers: 79.862 Scheidsrechter: Damir Skomina (SLO) |

|                                                     |            |       |       |                                                                                                |
| 18 april Vriendschappelijk № 828 «onderlinge duels» | Argentinië | 0 – 0 | Chili | Estadio Malvinas Argentinas, Mendoza Toeschouwers: 38.000 Scheidsrechter: Martín Vázquez (URU) |
| 18 april Vriendschappelijk № 828 «onderlinge duels» |            |       |       | Estadio Malvinas Argentinas, Mendoza Toeschouwers: 38.000 Scheidsrechter: Martín Vázquez (URU) |

|                                                             |                    |       |                  |                                                                                   |
| 2 juni Vriendschappelijk № 829 «onderlinge duels» 20:30 uur | Zwitserland        | 1 – 1 | Argentinië       | St. Jakob-Park, Basel Toeschouwers: 29.000 Scheidsrechter: Domenico Messina (ITA) |
| 2 juni Vriendschappelijk № 829 «onderlinge duels» 20:30 uur | Marco Streller 64' |       | 49' Carlos Tévez | St. Jakob-Park, Basel Toeschouwers: 29.000 Scheidsrechter: Domenico Messina (ITA) |

|                                                   |                                                     |       |                                                                                       |                                                                                |
| 5 juni Vriendschappelijk № 830 «onderlinge duels» | Algerije                                            | 3 – 4 | Argentinië                                                                            | Camp Nou, Barcelona Toeschouwers: 20.000 Scheidsrechter: Alfonso Álvarez (ESP) |
| 5 juni Vriendschappelijk № 830 «onderlinge duels» | Anthar Yahia 9' Nadir Belhadj 42' Nadir Belhadj 76' |       | 2' (pen.) Carlos Tévez 55' (pen.) Lionel Messi 58' Esteban Cambiasso 74' Lionel Messi | Camp Nou, Barcelona Toeschouwers: 20.000 Scheidsrechter: Alfonso Álvarez (ESP) |

| Copa América |
| ------------ |

|                                                                 |                                                                      |       |                         |                                                                                               |
| 28 juni Copa América Groep C № 831 «onderlinge duels» 20:45 uur | Argentinië                                                           | 4 – 1 | Verenigde Staten        | Estadio Pachencho Romero, Maracaibo Toeschouwers: 34.500 Scheidsrechter: Carlos Chandía (CHI) |
| 28 juni Copa América Groep C № 831 «onderlinge duels» 20:45 uur | Hernán Crespo 11' Hernán Crespo 64' Pablo Aimar 78' Carlos Tévez 85' |       | 9' (pen.) Eddie Johnson | Estadio Pachencho Romero, Maracaibo Toeschouwers: 34.500 Scheidsrechter: Carlos Chandía (CHI) |

|                                                                |                                                                                 |       |                                       |                                                                                             |
| 2 juli Copa América Groep C № 832 «onderlinge duels» 20:50 uur | Argentinië                                                                      | 4 – 2 | Colombia                              | Estadio Pachencho Romero, Maracaibo Toeschouwers: 40.000 Scheidsrechter: Carlos Simon (BRA) |
| 2 juli Copa América Groep C № 832 «onderlinge duels» 20:50 uur | Hernán Crespo 20' (pen.) Juan Riquelme 34' Juan Riquelme 45' Diego Milito 90+1' |       | 10' Edixon Perea 76' Jaime Castrillón | Estadio Pachencho Romero, Maracaibo Toeschouwers: 40.000 Scheidsrechter: Carlos Simon (BRA) |

|                                                                |                       |       |          |                                                                                                |
| 5 juli Copa América Groep C № 833 «onderlinge duels» 20:45 uur | Argentinië            | 1 – 0 | Paraguay | Estadio Metropolitano, Barquisimeto Toeschouwers: 37.500 Scheidsrechter: Jorge Larrionda (URU) |
| 5 juli Copa América Groep C № 833 «onderlinge duels» 20:45 uur | Javier Mascherano 79' |       |          | Estadio Metropolitano, Barquisimeto Toeschouwers: 37.500 Scheidsrechter: Jorge Larrionda (URU) |

|                                                                    |                                                                            |       |      |                                                                                             |
| 8 juli Copa América Kwartfinale № 834 «onderlinge duels» 18:50 uur | Argentinië                                                                 | 4 – 0 | Peru | Estadio Metropolitano, Barquisimeto Toeschouwers: 38.800 Scheidsrechter: Carlos Simon (BRA) |
| 8 juli Copa América Kwartfinale № 834 «onderlinge duels» 18:50 uur | Juan Riquelme 47' Lionel Messi 61' Javier Mascherano 75' Juan Riquelme 85' |       |      | Estadio Metropolitano, Barquisimeto Toeschouwers: 38.800 Scheidsrechter: Carlos Simon (BRA) |

|                                                                      |        |                                                              |            |                                                                                               |
| 11 juli Copa América Halve finale № 835 «onderlinge duels» 20:50 uur | Mexico | 0 – 3                                                        | Argentinië | Estadio Polideportivo, Puerto Ordaz Toeschouwers: 41.600 Scheidsrechter: Carlos Chandía (CHI) |
| 11 juli Copa América Halve finale № 835 «onderlinge duels» 20:50 uur |        | 45' Gabriel Heinze 61' Lionel Messi 65' (pen.) Juan Riquelme |            | Estadio Polideportivo, Puerto Ordaz Toeschouwers: 41.600 Scheidsrechter: Carlos Chandía (CHI) |

|                                                                |                                                             |       |            |                                                                                                |
| 15 juli Copa América Finale № 836 «onderlinge duels» 17:05 uur | Brazilië                                                    | 3 – 0 | Argentinië | Estadio Pachencho Romero, Maracaibo Toeschouwers: 40.000 Scheidsrechter: Carlos Amarilla (PAR) |
| 15 juli Copa América Finale № 836 «onderlinge duels» 17:05 uur | Júlio Baptista 4' Roberto Ayala 40' (e.d.) Daniel Alves 69' |       |            | Estadio Pachencho Romero, Maracaibo Toeschouwers: 40.000 Scheidsrechter: Carlos Amarilla (PAR) |

|  |  |  |  |  |  |  |  |  |

|                                                                  |                                      |       |                    |                                                                                 |
| 22 augustus Vriendschappelijk № 837 «onderlinge duels» 19:00 uur | Noorwegen                            | 2 – 1 | Argentinië         | Ullevaal Stadion, Oslo Toeschouwers: 23.932 Scheidsrechter: Darko Čeferin (SLO) |
| 22 augustus Vriendschappelijk № 837 «onderlinge duels» 19:00 uur | John Carew 12' (pen.) John Carew 58' |       | 84' Maxi Rodríguez | Ullevaal Stadion, Oslo Toeschouwers: 23.932 Scheidsrechter: Darko Čeferin (SLO) |

|                                                         |           |                       |            |                                                                                          |
| 11 september Vriendschappelijk № 838 «onderlinge duels» | Australië | 0 – 1                 | Argentinië | Melbourne Cricket Ground, Melbourne Toeschouwers: 70.171 Scheidsrechter: Mike Dean (ENG) |
| 11 september Vriendschappelijk № 838 «onderlinge duels» |           | 49' Martín Demichelis |            | Melbourne Cricket Ground, Melbourne Toeschouwers: 70.171 Scheidsrechter: Mike Dean (ENG) |

|                                                     |                                     |       |       |                                                                                            |
| 13 oktober WK-kwalificatie № 839 «onderlinge duels» | Argentinië                          | 2 – 0 | Chili | Estadio Monumental, Buenos Aires Toeschouwers: 55.000 Scheidsrechter: Martín Vázquez (URU) |
| 13 oktober WK-kwalificatie № 839 «onderlinge duels» | Juan Riquelme 27' Juan Riquelme 45' |       |       | Estadio Monumental, Buenos Aires Toeschouwers: 55.000 Scheidsrechter: Martín Vázquez (URU) |

|                                                               |           |                                     |            |                                                                                             |
| 17 oktober WK-kwalificatie № 840 «onderlinge duels» 20:40 uur | Venezuela | 0 – 2                               | Argentinië | Estadio Pachencho Romero, Maracaibo Toeschouwers: 10.600 Scheidsrechter: Carlos Simon (BRA) |
| 17 oktober WK-kwalificatie № 840 «onderlinge duels» 20:40 uur |           | 16' Gabriel Milito 43' Lionel Messi |            | Estadio Pachencho Romero, Maracaibo Toeschouwers: 10.600 Scheidsrechter: Carlos Simon (BRA) |

|                                                      |                                                       |       |         |                                                                                                   |
| 17 november WK-kwalificatie № 841 «onderlinge duels» | Argentinië                                            | 3 – 0 | Bolivia | Estadio El Monumental, Buenos Aires Toeschouwers: 43.308 Scheidsrechter: Victor Hugo Rivera (PER) |
| 17 november WK-kwalificatie № 841 «onderlinge duels» | Sergio Agüero 40' Juan Riquelme 56' Juan Riquelme 74' |       |         | Estadio El Monumental, Buenos Aires Toeschouwers: 43.308 Scheidsrechter: Victor Hugo Rivera (PER) |

|                                                      |                                   |       |                  |                                                                                      |
| 21 november WK-kwalificatie № 842 «onderlinge duels» | Colombia                          | 2 – 1 | Argentinië       | Estadio El Campín, Bogotá Toeschouwers: 41.700 Scheidsrechter: Jorge Larrionda (URU) |
| 21 november WK-kwalificatie № 842 «onderlinge duels» | Rubén Bustos 62' Dayro Moreno 83' |       | 36' Lionel Messi | Estadio El Campín, Bogotá Toeschouwers: 41.700 Scheidsrechter: Jorge Larrionda (URU) |

### 2008
|                                                       |                                                                                                  |       |           |                                                                                           |
| 6 februari Vriendschappelijk № 843 «onderlinge duels» | Argentinië                                                                                       | 5 – 0 | Guatemala | Memorial Stadium, Los Angeles Toeschouwers: 30.000 Scheidsrechter: Mauricio Navarro (CAN) |
| 6 februari Vriendschappelijk № 843 «onderlinge duels» | Gonzalo Higuain 14' Ezequiel Lavezzi 33' Gonzalo Higuain 71' Jonatan Maidana 84' Marco Ruben 88' |       |           | Memorial Stadium, Los Angeles Toeschouwers: 30.000 Scheidsrechter: Mauricio Navarro (CAN) |

|                                                               |        |                                     |            |                                                                                |
| 26 maart Vriendschappelijk № 844 «onderlinge duels» 20:00 uur | Egypte | 0 – 2                               | Argentinië | Cairo Stadium, Caïro Toeschouwers: 45.000 Scheidsrechter: Jamel Haimoudi (ALG) |
| 26 maart Vriendschappelijk № 844 «onderlinge duels» 20:00 uur |        | 65' Kun Agüero 80' Nicolás Burdisso |            | Cairo Stadium, Caïro Toeschouwers: 45.000 Scheidsrechter: Jamel Haimoudi (ALG) |

|                                                             |           |       |                                                                         |                                                                                         |
| 4 juni Vriendschappelijk № 845 «onderlinge duels» 21:00 uur | Mexico    | 1 – 4 | Argentinië                                                              | Qualcomm Stadium, San Diego Toeschouwers: 68.498 Scheidsrechter: Mauricio Navarro (CAN) |
| 4 juni Vriendschappelijk № 845 «onderlinge duels» 21:00 uur | Zinha 61' |       | 11' Nicolás Burdisso 17' Lionel Messi 29' Maxi Rodriguez 71' Kun Agüero | Qualcomm Stadium, San Diego Toeschouwers: 68.498 Scheidsrechter: Mauricio Navarro (CAN) |

|                                                             |                  |       |            |                                                                                         |
| 8 juni Vriendschappelijk № 846 «onderlinge duels» 19:45 uur | Verenigde Staten | 0 – 0 | Argentinië | Giants Stadium, East Rutherford Toeschouwers: 78.682 Scheidsrechter: Joel Aguilar (ESA) |
| 8 juni Vriendschappelijk № 846 «onderlinge duels» 19:45 uur |                  |       |            | Giants Stadium, East Rutherford Toeschouwers: 78.682 Scheidsrechter: Joel Aguilar (ESA) |

|                                                            |                       |       |                      |                                                                                         |
| 15 juni WK-kwalificatie № 847 «onderlinge duels» 18:10 uur | Argentinië            | 1 – 1 | Ecuador              | Estadio Monumental, Buenos Aires Toeschouwers: 41.167 Scheidsrechter: René Ortubé (BOL) |
| 15 juni WK-kwalificatie № 847 «onderlinge duels» 18:10 uur | Rodrigo Palacio 90+3' |       | 68' Patricio Urrutia | Estadio Monumental, Buenos Aires Toeschouwers: 41.167 Scheidsrechter: René Ortubé (BOL) |

|                                                            |          |       |            |                                                                                |
| 18 juni WK-kwalificatie № 848 «onderlinge duels» 21:50 uur | Brazilië | 0 – 0 | Argentinië | Mineirao, Belo Horizonte Toeschouwers: 65.000 Scheidsrechter: Óscar Ruiz (COL) |
| 18 juni WK-kwalificatie № 848 «onderlinge duels» 21:50 uur |          |       |            | Mineirao, Belo Horizonte Toeschouwers: 65.000 Scheidsrechter: Óscar Ruiz (COL) |

|                                                                  |             |       |            |                                                                                    |
| 20 augustus Vriendschappelijk № 849 «onderlinge duels» 20:00 uur | Wit-Rusland | 0 – 0 | Argentinië | Dinamo Stadion, Minsk Toeschouwers: 25.000 Scheidsrechter: Stanislav Sukhina (RUS) |
| 20 augustus Vriendschappelijk № 849 «onderlinge duels» 20:00 uur |             |       |            | Dinamo Stadion, Minsk Toeschouwers: 25.000 Scheidsrechter: Stanislav Sukhina (RUS) |

|                                                                |                |       |                           |                                                                                          |
| 6 september WK-kwalificatie № 850 «onderlinge duels» 20:00 uur | Argentinië     | 1 – 1 | Paraguay                  | Estadio Monumental, Buenos Aires Toeschouwers: 46.250 Scheidsrechter: Carlos Simon (BRA) |
| 6 september WK-kwalificatie № 850 «onderlinge duels» 20:00 uur | Kun Agüero 60' |       | 13' (e.d.) Gabriel Heinze | Estadio Monumental, Buenos Aires Toeschouwers: 46.250 Scheidsrechter: Carlos Simon (BRA) |

|                                                                 |                  |       |                       |                                                                                         |
| 10 september WK-kwalificatie № 851 «onderlinge duels» 21:30 uur | Peru             | 1 – 1 | Argentinië            | Estadio Monumental "U", Lima Toeschouwers: 40.000 Scheidsrechter: Carlos Amarilla (PAR) |
| 10 september WK-kwalificatie № 851 «onderlinge duels» 21:30 uur | Johan Fano 90+3' |       | 82' Esteban Cambiasso | Estadio Monumental "U", Lima Toeschouwers: 40.000 Scheidsrechter: Carlos Amarilla (PAR) |

|                                                     |                                   |       |                  |                                                                                           |
| 11 oktober WK-kwalificatie № 852 «onderlinge duels» | Argentinië                        | 2 – 1 | Uruguay          | Estadio Monumental, Buenos Aires Toeschouwers: 42.421 Scheidsrechter: Carlos Torres (PAR) |
| 11 oktober WK-kwalificatie № 852 «onderlinge duels» | Lionel Messi 5' Sergio Agüero 12' |       | 39' Diego Lugano | Estadio Monumental, Buenos Aires Toeschouwers: 42.421 Scheidsrechter: Carlos Torres (PAR) |

|                                                     |                     |       |            |                                                                                  |
| 15 oktober WK-kwalificatie № 853 «onderlinge duels» | Chili               | 1 – 0 | Argentinië | Estadio Nacional, Santiago Toeschouwers: 65.000 Scheidsrechter: Óscar Ruiz (COL) |
| 15 oktober WK-kwalificatie № 853 «onderlinge duels» | Fabián Orellana 35' |       |            | Estadio Nacional, Santiago Toeschouwers: 65.000 Scheidsrechter: Óscar Ruiz (COL) |

|                                                                  |           |                   |            |                                                                              |
| 19 november Vriendschappelijk № 854 «onderlinge duels» 20:00 uur | Schotland | 0 – 1             | Argentinië | Hampden Park, Glasgow Toeschouwers: 32.492 Scheidsrechter: Felix Brych (GER) |
| 19 november Vriendschappelijk № 854 «onderlinge duels» 20:00 uur |           | 8' Maxi Rodriguez |            | Hampden Park, Glasgow Toeschouwers: 32.492 Scheidsrechter: Felix Brych (GER) |

### 2009
|                                                                  |           |                                      |            |                                                                                      |
| 11 februari Vriendschappelijk № 855 «onderlinge duels» 20:00 uur | Frankrijk | 0 – 2                                | Argentinië | Stade Vélodrome, Marseille Toeschouwers: 60.000 Scheidsrechter: Jonas Eriksson (SWE) |
| 11 februari Vriendschappelijk № 855 «onderlinge duels» 20:00 uur |           | 41' Jonas Gutiérrez 83' Lionel Messi |            | Stade Vélodrome, Marseille Toeschouwers: 60.000 Scheidsrechter: Jonas Eriksson (SWE) |

|                                                             |                                                                        |       |           |                                                                                                |
| 28 maart WK-kwalificatie № 856 «onderlinge duels» 19:15 uur | Argentinië                                                             | 4 – 0 | Venezuela | Estadio Monumental, Buenos Aires Toeschouwers: 46.085 Scheidsrechter: Victor Hugo Rivera (PER) |
| 28 maart WK-kwalificatie № 856 «onderlinge duels» 19:15 uur | Lionel Messi 26' Carlos Tevez 47' Maxi Rodríguez 51' Sergio Agüero 73' |       |           | Estadio Monumental, Buenos Aires Toeschouwers: 46.085 Scheidsrechter: Victor Hugo Rivera (PER) |

|                                                  | |       |                    |                                                                                          |
| 1 april WK-kwalificatie № 857 «onderlinge duels» | Bolivia | 6 – 1 | Argentinië         | Estadio Hernando Siles, La Paz Toeschouwers: 30.487 Scheidsrechter: Martín Vázquez (URU) |
| 1 april WK-kwalificatie № 857 «onderlinge duels» | Marcelo Moreno 12' Joaquín Botero 34' (pen.) Álex da Rosa 45' Joaquín Botero 55' Joaquín Botero 66' Didi Torrico 87' |       | 25' Lucho González | Estadio Hernando Siles, La Paz Toeschouwers: 30.487 Scheidsrechter: Martín Vázquez (URU) |

|                                                   |                                                                   |       |                     |                                                                                                 |
| 20 mei Vriendschappelijk № 858 «onderlinge duels» | Argentinië                                                        | 3 – 1 | Panama              | Estadio Estanislao López, Santa Fe Toeschouwers: 10.000 Scheidsrechter: Joaquín Antequera (BOL) |
| 20 mei Vriendschappelijk № 858 «onderlinge duels» | Matías Defederico 27' Gonzalo Bergessio 39' Gonzalo Bergessio 84' |       | 29' Nelson Barahona | Estadio Estanislao López, Santa Fe Toeschouwers: 10.000 Scheidsrechter: Joaquín Antequera (BOL) |

|                                                           |                 |       |          |                                                                                         |
| 6 juni WK-kwalificatie № 859 «onderlinge duels» 18:00 uur | Argentinië      | 1 – 0 | Colombia | Estadio Monumental, Buenos Aires Toeschouwers: 55.000 Scheidsrechter: René Ortubé (BOL) |
| 6 juni WK-kwalificatie № 859 «onderlinge duels» 18:00 uur | Daniel Díaz 56' |       |          | Estadio Monumental, Buenos Aires Toeschouwers: 55.000 Scheidsrechter: René Ortubé (BOL) |

|                                                            |                                     |       |            |                                                                                             |
| 10 juni WK-kwalificatie № 860 «onderlinge duels» 16:00 uur | Ecuador                             | 2 – 0 | Argentinië | Estadio Olímpico Atahualpa, Quito Toeschouwers: 36.359 Scheidsrechter: Carlos Chandía (CHI) |
| 10 juni WK-kwalificatie № 860 «onderlinge duels» 16:00 uur | Walter Ayoví 72' Pablo Palacios 83' |       |            | Estadio Olímpico Atahualpa, Quito Toeschouwers: 36.359 Scheidsrechter: Carlos Chandía (CHI) |

|                                                                  |                                           |       |                                                    |                                                                                         |
| 12 augustus Vriendschappelijk № 861 «onderlinge duels» 18:00 uur | Rusland                                   | 2 – 3 | Argentinië                                         | Lokomotiv Stadion, Moskou Toeschouwers: 28.800 Scheidsrechter: Frank De Bleeckere (BEL) |
| 12 augustus Vriendschappelijk № 861 «onderlinge duels» 18:00 uur | Igor Semsjov 17' Roman Pavljoetsjenko 78' |       | 45' Kun Agüero 46' Lisandro López 59' Jesús Dátolo | Lokomotiv Stadion, Moskou Toeschouwers: 28.800 Scheidsrechter: Frank De Bleeckere (BEL) |

|                                                                |                  |       |                                              |                                                                                            |
| 5 september WK-kwalificatie № 862 «onderlinge duels» 20:30 uur | Argentinië       | 1 – 3 | Brazilië                                     | Estadio Gigante de Arroyito, Rosario Toeschouwers: 37.000 Scheidsrechter: Óscar Ruiz (COL) |
| 5 september WK-kwalificatie № 862 «onderlinge duels» 20:30 uur | Jesús Dátolo 65' |       | 24' Luisão 30' Luis Fabiano 67' Luis Fabiano | Estadio Gigante de Arroyito, Rosario Toeschouwers: 37.000 Scheidsrechter: Óscar Ruiz (COL) |

|                                                      |                   |       |            |                                                                                                   |
| 9 september WK-kwalificatie № 863 «onderlinge duels» | Paraguay          | 1 – 0 | Argentinië | Estadio Defensores del Chaco, Asunción Toeschouwers: 38.000 Scheidsrechter: Sálvio Fagundes (BRA) |
| 9 september WK-kwalificatie № 863 «onderlinge duels» | Nelson Valdez 28' |       |            | Estadio Defensores del Chaco, Asunción Toeschouwers: 38.000 Scheidsrechter: Sálvio Fagundes (BRA) |

|                                                         |                                       |       |       |                                                                                                |
| 30 september Vriendschappelijk № 864 «onderlinge duels» | Argentinië                            | 2 – 0 | Ghana | Estadio Mario Alberto Kempes, Córdoba Toeschouwers: 12.000 Scheidsrechter: Enrique Osses (CHI) |
| 30 september Vriendschappelijk № 864 «onderlinge duels» | Martín Palermo 28' Martín Palermo 39' |       |       | Estadio Mario Alberto Kempes, Córdoba Toeschouwers: 12.000 Scheidsrechter: Enrique Osses (CHI) |

|                                                               |                                          |       |                    |                                                                                         |
| 10 oktober WK-kwalificatie № 865 «onderlinge duels» 18:30 uur | Argentinië                               | 2 – 1 | Peru               | Estadio Monumental, Buenos Aires Toeschouwers: 38.019 Scheidsrechter: René Ortubé (BOL) |
| 10 oktober WK-kwalificatie № 865 «onderlinge duels» 18:30 uur | Gonzalo Higuaín 48' Martín Palermo 90+2' |       | 89' Hernán Rengifo | Estadio Monumental, Buenos Aires Toeschouwers: 38.019 Scheidsrechter: René Ortubé (BOL) |

|                                                     |         |                   |            |                                                                                           |
| 14 oktober WK-kwalificatie № 866 «onderlinge duels» | Uruguay | 0 – 1             | Argentinië | Estadio Centenario, Montevideo Toeschouwers: 60.000 Scheidsrechter: Carlos Amarilla (PAR) |
| 14 oktober WK-kwalificatie № 866 «onderlinge duels» |         | 84' Mario Bolatti |            | Estadio Centenario, Montevideo Toeschouwers: 60.000 Scheidsrechter: Carlos Amarilla (PAR) |

|                                                        |                                        |       |                         |                                                                                        |
| 14 november Vriendschappelijk № 867 «onderlinge duels» | Spanje                                 | 2 – 1 | Argentinië              | Estadio Vicente Calderón, Madrid Toeschouwers: 54.000 Scheidsrechter: Alan Kelly (IRL) |
| 14 november Vriendschappelijk № 867 «onderlinge duels» | Xabi Alonso 15' Xabi Alonso 85' (pen.) |       | 62' (pen.) Lionel Messi | Estadio Vicente Calderón, Madrid Toeschouwers: 54.000 Scheidsrechter: Alan Kelly (IRL) |

AUF · A-internationals · Selecties · Bondscoaches · Argentijns vrouwenelftal · Olympisch elftal · Argentinië U21 · Argentinië U20 · Argentinië U19 · Argentinië U18 · Argentinië U17
1900 – 1909 ·
1910 – 1919 ·
1920 – 1929 ·
1930 – 1939 ·
1940 – 1949 ·
1950 – 1959 ·
1960 – 1969 ·
1970 – 1979 ·
1980 – 1989 ·
1990 – 1999 ·
2000 – 2009 ·
2010 – 2019 ·
2020 − 2029
WK 1930 · 
WK 1934 · 
WK 1958 · 
WK 1962 · 
WK 1966 · 
WK 1974 · 
WK 1978 · 
WK 1982 · 
WK 1986 · 
WK 1990 · 
WK 1994 · 
WK 1998 · 
WK 2002 · 
WK 2006 · 
WK 2010 · 
WK 2014 · 
WK 2018 ·
WK 2022
OS 1928 · 
OS 1988 · 
OS 1996 · 
OS 2004 · 
OS 2008 · 
OS 2016 · 
OS 2020
1902 · 
1903 · 
1904 · 
1905 · 
1906 · 
1907 · 
1908 · 
1909 ·
1910 · 
1911 · 
1912 · 
1913 · 
1914 · 
1915 · 
1916 · 
1917 · 
1918 · 
1919 ·
1920 · 
1921 · 
1922 · 
1923 · 
1924 · 
1925 · 
1926 · 
1927 · 
1928 · 
1929 ·
1930 · 
1931 · 
1932 · 
1933 · 
1934 · 
1935 · 
1936 · 
1937 · 
1938 · 
1939 ·
1940 · 
1941 · 
1942 · 
1943 · 
1944 · 
1945 · 
1946 · 
1947 · 
1948 · 1949 · 
1950 · 
1951 · 
1952 · 
1953 · 
1954 · 
1955 · 
1956 · 
1957 · 
1958 · 
1959 ·
1960 · 
1961 · 
1962 · 
1963 · 
1964 · 
1965 · 
1966 · 
1967 · 
1968 · 
1969 ·
1970 · 
1971 · 
1972 · 
1973 · 
1974 · 
1975 · 
1976 · 
1977 · 
1978 · 
1979 ·
1980 · 
1981 · 
1982 · 
1983 · 
1984 · 
1985 · 
1986 · 
1987 · 
1988 · 
1989 ·
1990 ·
1991 · 
1992 · 
1993 · 
1994 · 
1995 · 
1996 · 
1997 · 
1998 · 
1999 · 
2000 · 
2001 · 
2002 · 
2003 · 
2004 · 
2005 · 
2006 · 
2007 · 
2008 · 
2009 · 
2010 · 
2011 · 
2012 · 
2013 · 
2014 ·
2015 ·
2016 ·
2017 ·
2018 ·
2019 ·
2020 ·
2021 ·
2022 ·
2023
Albanië ·
Algerije ·
Angola ·
Australië ·
België ·
Bolivia ·
Bosnië en Herzegovina · 
Brazilië ·
Bulgarije ·
Canada ·
Chili ·
China ·
Colombia ·
Costa Rica · 
Curaçao ·
Denemarken ·
DDR ·
Duitsland ·
Ecuador ·
Egypte ·
El Salvador ·
Engeland ·
Estland ·
Frankrijk ·
Ghana ·
Griekenland ·
Guatemala ·
Haïti ·
Honduras ·
Hongarije ·
Hongkong ·
Ierland ·
IJsland ·
India ·
Indonesië ·
Irak ·
Iran ·
Israël ·
Italië ·
Ivoorkust ·
Jamaica ·
Japan ·
Joegoslavië ·
Kameroen ·
Kroatië ·
Libië ·
Litouwen · 
Marokko ·
Mexico ·
Nederland ·
Nicaragua ·
Nigeria ·
Noord-Ierland ·
Noorwegen ·
Oostenrijk ·
Panama ·
Paraguay ·
Peru ·
Polen ·
Portugal · 
Qatar ·
Roemenië ·
Rusland · 
Saoedi-Arabië · 
Schotland ·
Servië en Montenegro ·
Singapore ·
Slovenië ·
Slowakije ·
Sovjet-Unie ·
Spanje ·
Trinidad en Tobago ·
Tsjecho-Slowakije ·
Tunesië ·
Uruguay ·
Venezuela ·
Verenigde Arabische Emiraten ·
Verenigde Staten ·
Wales ·
Wit-Rusland · 
Zuid-Afrika ·
Zuid-Korea ·
Zweden ·
Zwitserland
Australië (2022) ·
België (2014) ·
Bosnië en Herzegovina (2014) ·
Brazilië (1982) ·
Brazilië (2005) ·
Denemarken (1995) ·
Duitsland (2006) ·
Duitsland (2014) ·
Frankrijk (2018) ·
Frankrijk (2022) ·
IJsland (2018) ·
Iran (2014) ·
Italië (1982) ·
Ivoorkust (2006) ·
Kroatië (2018) ·
Kroatië (2022) ·
Mexico (2006) ·
Nederland (1978) ·
Nederland (2006) ·
Nederland (2014) ·
Nederland (2022) ·
Nigeria (2010) ·
Nigeria (2014) ·
Nigeria (2018) ·
Saoedi-Arabië (1992) ·
Saoedi-Arabië (2022) · 
Servië en Montenegro (2006) ·
West-Duitsland (1986) · West-Duitsland (1990) ·
Zwitserland (2014)
AFC-zone: Afghanistan · Australië · Bahrein · Bangladesh · Bhutan · Brunei · Cambodja · China · Filipijnen · Guam · Hongkong · India · Indonesië · Iran · Irak · Japan · Jemen · Jordanië · Koeweit · Kirgizië · Laos · Libanon · Macau · Maleisië · Maldiven · Mongolië · Myanmar · Nepal · Noord-Korea · Oezbekistan · Oman · Oost-Timor · Pakistan · Palestina · Qatar · Saoedi-Arabië · Singapore · Sri Lanka · Syrië · Tadzjikistan · Taiwan · Thailand · Turkmenistan · Verenigde Arabische Emiraten · Vietnam · Zuid-Korea

CAF-zone: Algerije · Angola · Benin · Botswana · Burkina Faso · Burundi · Centraal-Afrikaanse Republiek · Comoren · Congo-Brazzaville · Congo-Kinshasa · Djibouti · Egypte · Equatoriaal-Guinea · Eritrea · Ethiopië · Gabon · Gambia · Ghana · Guinee · Guinee-Bissau · Ivoorkust · Kaapverdië · Kameroen · Kenia · Lesotho · Liberia · Libië · Madagaskar · Malawi · Mali  ·Mauritanië · Mauritius · Marokko · Mozambique · Namibië · Niger · Nigeria · Oeganda · Rwanda · Sao Tomé en Principe · Senegal · Seychellen · Sierra Leone · Soedan · Somalië · Swaziland · Tanzania · Togo · Tsjaad · Tunesië · Zambia · Zimbabwe · Zuid-Afrika

CONCACAF-zone: Amerikaanse Maagdeneilanden · Anguilla · Antigua en Barbuda · Aruba · Bahama's · Barbados · Belize · Bermuda · Britse Maagdeneilanden · Canada · Kaaimaneilanden · Costa Rica · Cuba · Dominica · Dominicaanse Republiek · El Salvador · Frans Guyana · Grenada · Guadeloupe · Guatemala · Guyana · Haïti · Honduras · Jamaica · Martinique · Mexico · Montserrat · 
Nicaragua · Panama · Puerto Rico · Saint Kitts en Nevis · Saint Lucia · Saint Vincent en de Grenadines · Sint Maarten · Suriname · Trinidad en Tobago · Turks- en Caicoseilanden · Verenigde Staten

CONMEBOL-zone: Argentinië · Bolivia · Brazilië · Chili · Colombia · Ecuador · Paraguay · Peru · Uruguay · Venezuela

OFC-zone: Amerikaans-Samoa · Cookeilanden · Fiji · Nieuw-Caledonië · Nieuw-Zeeland · Papoea-Nieuw-Guinea · Samoa · Salomoneilanden · Tahiti · Tonga · Vanuatu

UEFA-zone: Albanië · Andorra · Armenië · Azerbeidzjan · België · Bosnië en Herzegovina · Bulgarije · Cyprus · Denemarken · Duitsland · Engeland · Estland · Faeröer · Finland · Frankrijk · Georgië · Griekenland · Hongarije · IJsland · Ierland · Israël · Italië · Kazachstan · Kroatië · Letland · Liechtenstein · Litouwen · Luxemburg · Macedonië · Malta · Moldavië · Montenegro · Nederland · Noord-Ierland · Noorwegen · Oekraïne · Oostenrijk · Polen · Portugal · Roemenië · Rusland · San Marino · Schotland · Servië · Servië en Montenegro · Slovenië · Slowakije · Spanje · Tsjechië · Turkije · Wales · Wit-Rusland · Zweden · Zwitserland